# Aïsara
Aïsara de Lucanie (en grec ancien : Αἰσάρα / Aisára) est une philosophe grecque antique pythagoricienne qui vécut au IVe ou IIIe siècle av. J.-C. Elle est l'auteure d'un traité De la nature humaine dont un seul fragment a été conservé par l'intermédiaire d'une citation qu'en fait Stobée.

## Biographie
Rien n'est connu sur la vie d'Aïsara, dont l'existence même n'est connue que par l'intermédiaire d'une citation que fait Stobée (en I, 49, 27) d'un fragment de son traité De la nature humaine, long d'une page environ. La Lucanie, dont provient Aïsara, était une région antique du Sud de l'Italie, en Grande Grèce, où il existait de nombreuses communautés pythagoriciennes. Ian Plant émet l'hypothèse que le nom de la philosophe pourrait être une variante du nom Aresa, nom porté par une femme qui était la fille de Pythagoras et de Théano, du moins selon une tradition peu répandue.

## Œuvre
Le traité Sur la nature humaine ne nous est connu lui aussi que par la citation qu'en fait Stobée. Le passage cité est écrit en prose, en dialecte dorien, caractéristique du IIIe siècle av. J.-C. ou d'une époque antérieure. Mary Ellen Waithe mentionne plusieurs autres possibilités : le traité peut avoir été écrit à une époque plus récente mais dans une imitation de style archaïque ; ou bien il peut s'agir d'une forgerie néopythagoricienne datant de l'époque romaine, mais cela implique malgré tout l'existence d'une philosophe appelée Aïsara de Lucanie qui aurait été assez réputée pour que quelqu'un ait envie de l'imiter ; ou bien le fragment peut avoir été écrit sous un pseudonyme et pourrait alors provenir d'un manuel émanant d'une des écoles rivales qui succèdent au philosophe Archytas de Tarente aux IVe-IIIe siècle av. J.-C. Cependant, Waithe comme Plant concluent qu'en l'absence d'une preuve quelconque en faveur de l'une ou l'autre de ces hypothèses, il n'y a pas de raison particulière de douter que le fragment provienne bien d'un traité écrit par une philosophe appelée Aïsara de Lucanie au IVe ou au IIIe siècle av. J.-C.
Dans le fragment conservé du traité De la nature humaine, Aïsara affirme que c'est en étudiant notre nature humaine (et en particulier l'âme humaine) que l'on peut comprendre les fondements du droit naturel et de la morale.
« La nature humaine me paraît fournir une norme de droit et de justice, tant pour la maison que pour la cité. »
Aïsara réalise une tripartition (division en trois parties) de l'âme : l'esprit forme les jugements et les pensées, l'humeur qui contient le courage et la force, et le désir qui conçoit l'amour et l'amitié.
« Dans la mesure où elle comprend trois parties, elle est organisée en accord avec une triple fonction : ce qui effectue le jugement et la prévenance est [l'intelligence], ce qui effectue la force et l'habileté est [l'humeur], et ce qui effectue l'amour et l'amitié est le désir. »
Ces instances, qui sont divines, sont les principes rationnels, mathématiques et fonctionnels à l'œuvre dans l'âme. La théorie d'Aïsara sur le droit naturel concerne trois domaines d'application de la morale : l'individu, la famille, les institutions sociales.
La secte des pythagoriciens était connue pour son acceptation des femmes parmi ses rangs. Cela ne signifie pas pour autant que les pythagoriciens avaient des idées actuelles sur l'égalité : ils pensaient que les femmes étaient nécessaires à l'instauration de l'harmonie et de la justice dans le foyer, tout comme les hommes avaient les mêmes responsabilités envers l'État. Replacée dans ce contexte, la théorie du droit naturel d'Aïsara est fondamentale pour l'harmonie et la justice de la société dans son ensemble.